# Vendrest
Vendrest település Franciaországban, Seine-et-Marne megyében. Lakosainak száma 673 fő (2022. január 1.). Vendrest Cocherel, Coulombs-en-Valois, Crouy-sur-Ourcq, Dhuisy és Ocquerre községekkel határos.

## Népesség
A település népessége az elmúlt években az alábbi módon változott:
| Lakosok száma | 739  | 750  | 755  | 730  | 713  | 696  | 689  | 682  | 673  |
|               | 2013 | 2015 | 2016 | 2017 | 2018 | 2019 | 2020 | 2021 | 2022 |